# Liste des signaux routiers d'indication en France
Il existe 52 signaux routiers d'indication en France.

## Liste des signaux
Ces signaux sont :

### C1 – Parking

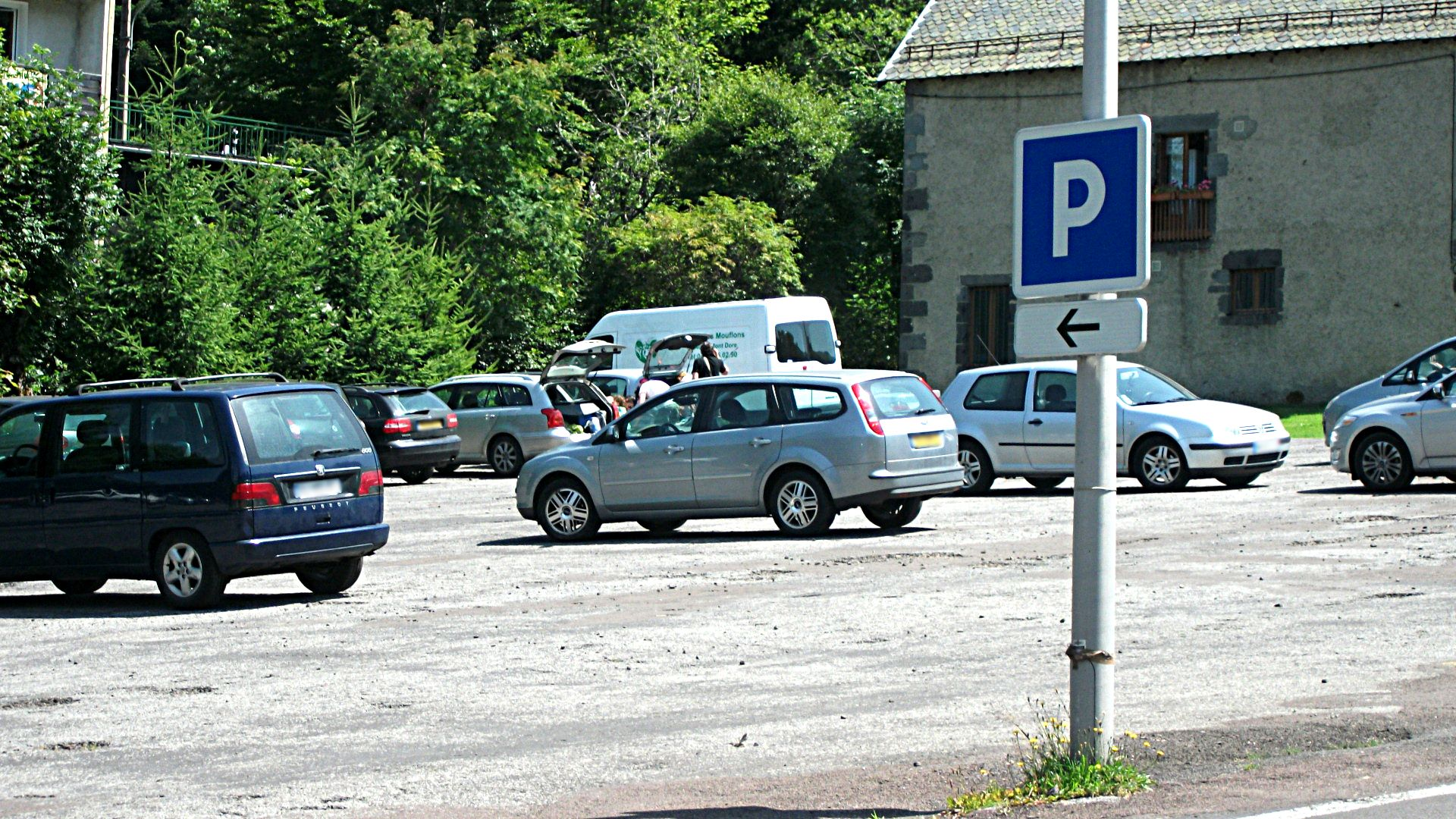
Parking

- C1a : Lieu aménagé pour le stationnement.
- C1b. Lieu aménagé pour le stationnement gratuit à durée limitée avec contrôle par disque[1].
- C1b ancien : Lieu aménagé pour le stationnement gratuit à durée limitée fixée à 1 h 30 avec contrôle par un dispositif approprié[1].
- C1c : Lieu aménagé pour le stationnement payant.

La signalisation des lieux aménagés pour le stationnement gratuit situés en dehors de la chaussée  est facultative en agglomération. Ce panneau peut être implanté en position ou en présignalisation.
En revanche, hors agglomération sur les routes bidirectionnelles, cette signalisation est obligatoire.

### C3 – Risque d’incendie
Le panneau, codifié C3 : Risque d’incendie, est implanté dans les forêts sujets aux incendies. Ce panneau doit être implanté en position. Il contient la mention « Attention au feu ».

### C4 – Vitesse conseillée
Deux panneaux de vitesse conseillée existent :
- C4a : Vitesse conseillée.
- C4b : Fin de vitesse conseillée.

Cette vitesse n’est pas prescriptive. En effet ce panneau conseille de rouler à la vitesse indiquée. Ces panneaux sont exclusivement implantés en position.

### C5 – Station de taxis

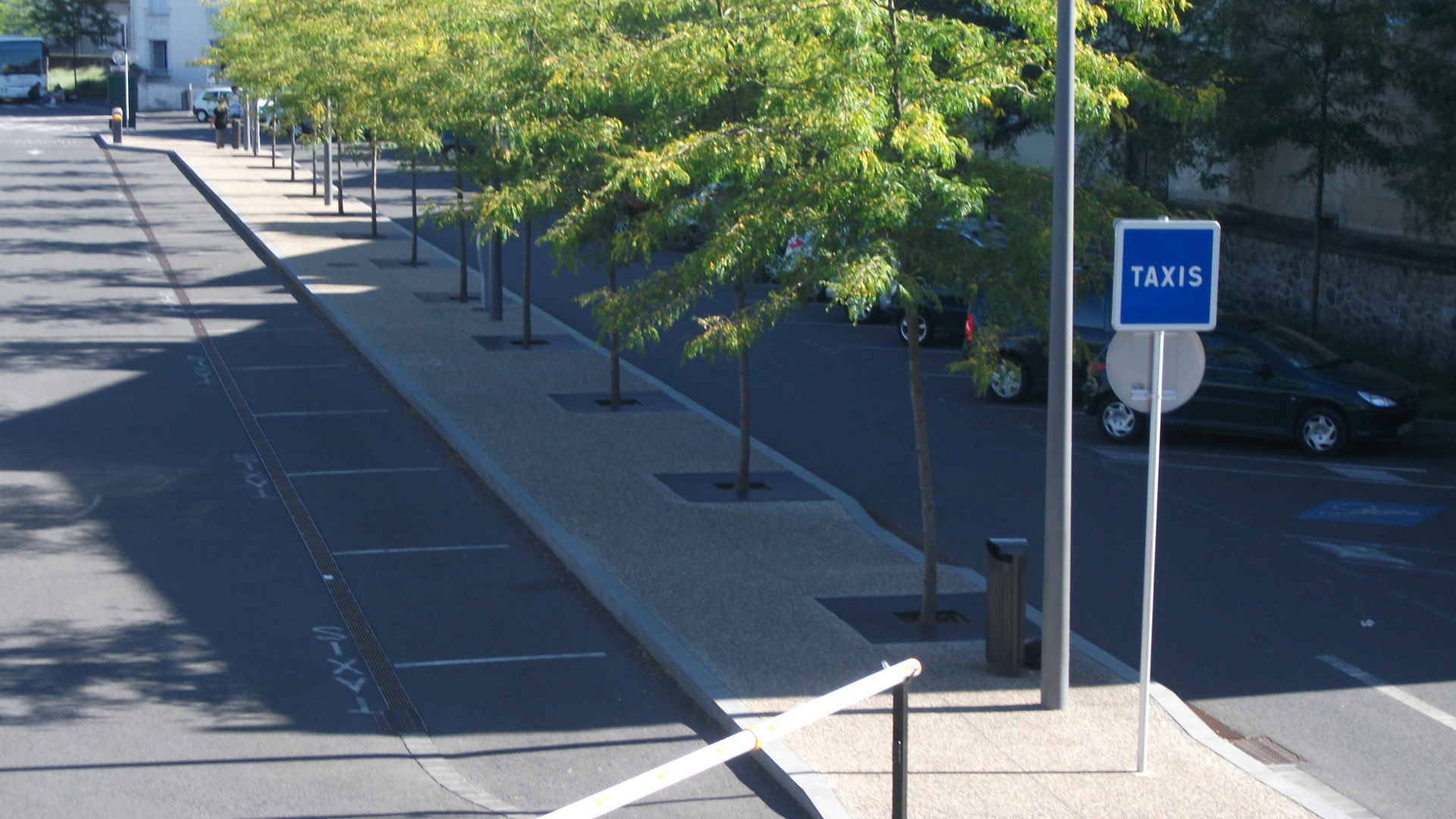
Station de taxis signalée par le panneau C5 à la fin de la zone réservée

Le panneau codifié C5 indique la présence d’une station de taxis. La signalisation de ces stations est obligatoire, il doit être implanté en signalisation de position au début et éventuellement à la fin de la zone réservée.

### C6 – Arrêt d’autobus

Panneau C6

C6 : Arrêt d’autobus (ou d’autocar) de lignes régulières de transport en commun.

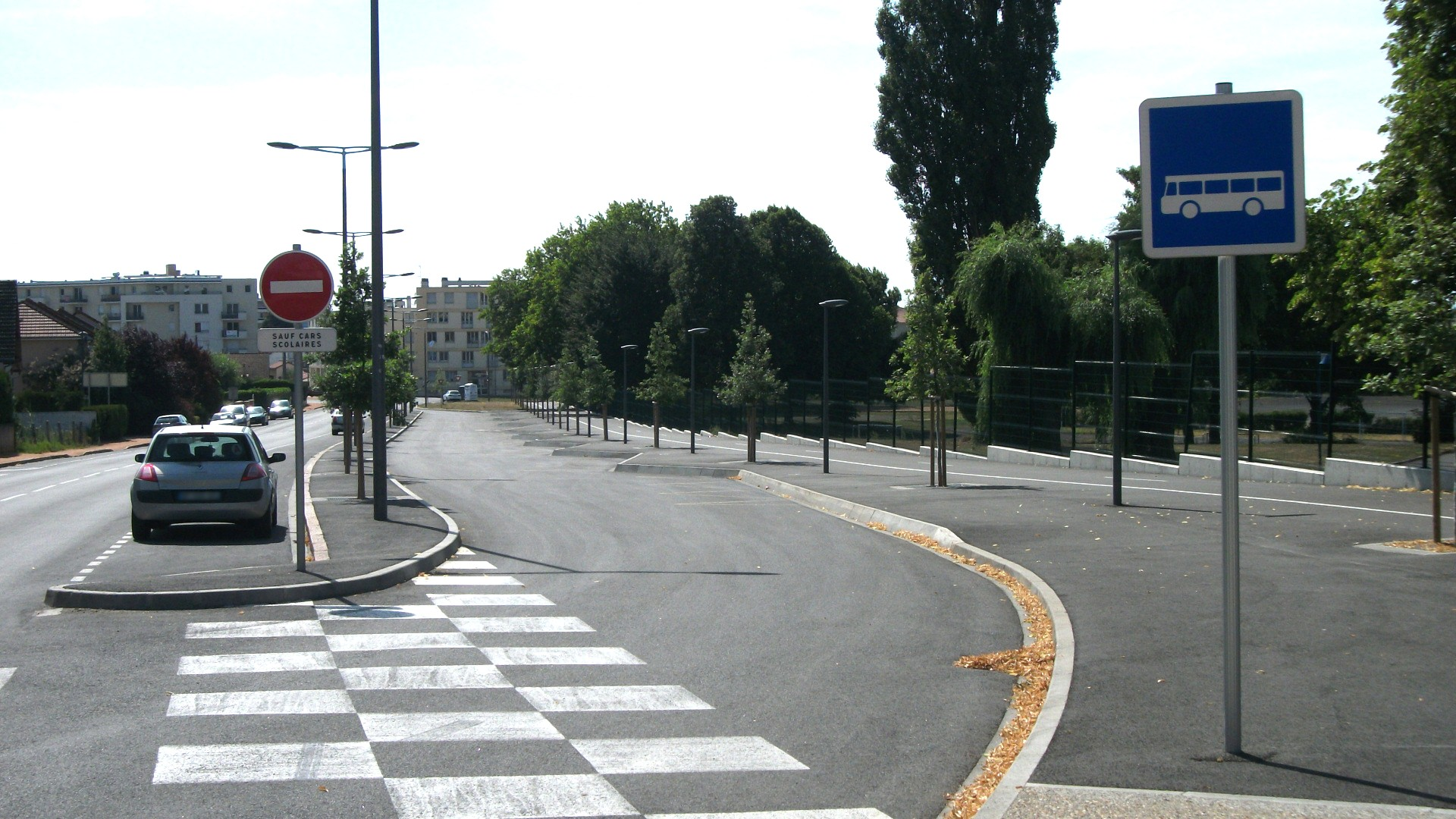
Une halte routière, exemple d’arrêt de bus ou de car

Cette signalisation est facultative, mais elle peut être signalée au moyen de ce panneau.
À cet emplacement, l’arrêt et le stationnement de tout autre véhicule, voire la circulation, sont interdits.

### C8 – Emplacement d’arrêt d’urgence
- C8 : Emplacement d'arrêt d'urgence[IISR 6].

### C9 – Station d’autopartage
L’arrêt et le stationnement sont réservés aux véhicules bénéficiant du label « autopartage ». Ce panneau a été introduit par l’arrêté du 31 décembre 2012.

### C12 – Circulation à sens unique
C12 : Circulation à sens unique.
Ce panneau indique que la circulation s’effectue à sens unique. Autrement dit, il est interdit de faire demi-tour. Cette indication est régie par le panneau C12.
Cette signalisation est facultative et si elle est implantée, le panneau doit être implanté en signalisation de position. Dans le cas des chaussées à sens unique, il peut être complété par un panonceau d’étendue.

### C13 – Impasse
- C13a : Impasse[IISR 8].
- C13b : Présignalisation d’une impasse.
- C13c : Impasse comportant une issue pour les piétons (panneau introduit par l’arrêté du 6 décembre 2011[3]).
- C13d : Impasse comportant une issue pour les piétons et les cyclistes (panneau introduit par l’arrêté du 6 décembre 2011[3]).

Ces signalisations sont facultatives sauf utilité.

### C14 – Praticabilité d’une section de route

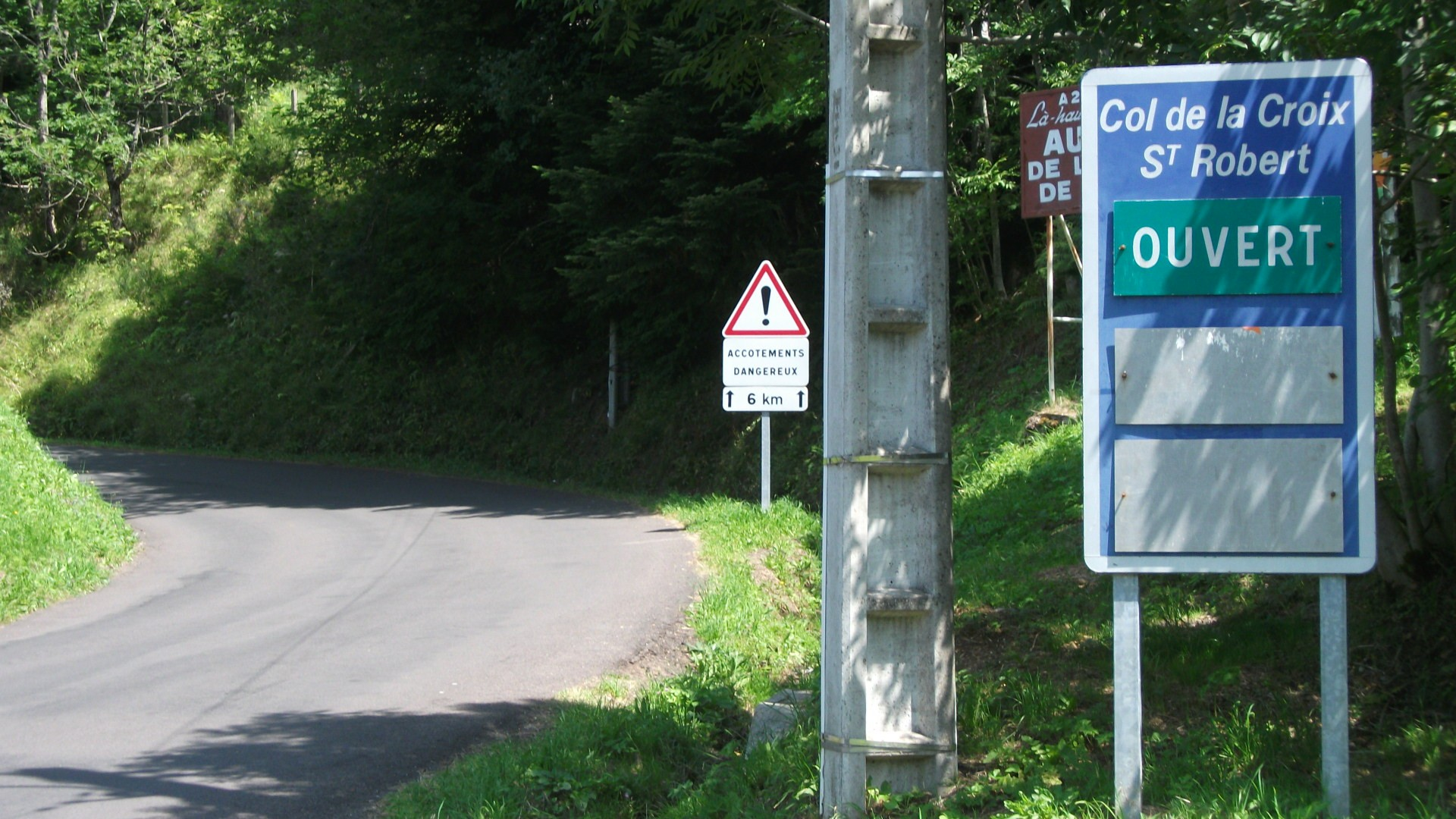
Panneau C14 annonçant la praticabilité de la route : le Col de la Croix Saint-Robert est ouvert à la circulation.

- C14 : Présignalisation de la praticabilité d'une section de route[IISR 9] (passage d’un col, d’un tunnel…).

Ce panneau doit être positionné afin d’éviter la section concernée. Il ne doit pas être complété par un panonceau.

### C18 – Priorité par rapport au sens inverse
- C18 : Priorité par rapport à la circulation venant en sens inverse[IISR 10].

Ce panneau indique que les conducteurs ont la priorité par rapport aux véhicules circulant en sens inverse. Autrement dit, les véhicules circulant en sens inverse doivent céder le passage. On rencontre ce panneau au niveau des passages étroits (pont, tunnel).

### C20 – Traversées de chaussée
- C20a : Passage pour piétons[IISR 11]. Cette signalisation est facultative sauf utilité. La présence de ce panneau implique la présence d’un marquage au sol. Si le passage pour piétons est surélevé, il doit être complété par le panonceau M9d.
- C20b: Traversée de voie de véhicules routiers des services réguliers de transport en commun[4]
- C20c : Traversée de tramways[5].

### C23 – Stationnement réglementé
- C23 : Stationnement réglementé pour les caravanes et les autocaravanes[IISR 12].

### C24 – Circulation par voies
- C24a : Conditions particulières de circulation par voie sur la route suivie.
- C24b : indiquent les voies affectées à l'approche d'une intersection.
- C24c : Conditions particulières de circulation sur la route ou la voie embranchée.

### C25 – Indications de limitations de vitesse
- C25a. Indication aux frontières des limites de vitesse sur le territoire français[IISR 13].
- C25b. Rappel des limites de vitesse sur autoroute (130 km/h et 110 km/h par temps de pluie ; ou cas exceptionnels, 110 km/h et 100 km/h).

### C26 – Voie de détresse
Il existe deux panneaux signalant une voie de détresse :
- C26a. Voie de détresse à droite.
- C26b. Voie de détresse à gauche.

Cette signalisation est obligatoire. On la rencontre à la fin des descentes dangereuses.
Ce panneau est implanté en signalisation de position ainsi qu’en présignalisation avec éventuellement des indications en langue étrangère (Voie de détresse, Escape lane, Via di soccorso…)
Sur la voie de détresse, l’arrêt et le stationnement sont dangereux et interdits.

### C27 – Surélévation de chaussée
- C27. Surélévation de chaussée[IISR 15] :

La signalisation des surélévations de chaussée est obligatoire en dehors des zones 30 et facultative dans les zones 30. Ce panneau doit être implanté en position, sans panonceau.

### C28 – Réduction du nombre de voies
- C28. Réduction du nombre de voies sur une route à chaussées séparées ou sur un créneau de dépassement à chaussées séparées[IISR 16].

### C29 et C30 – Créneaux de dépassement

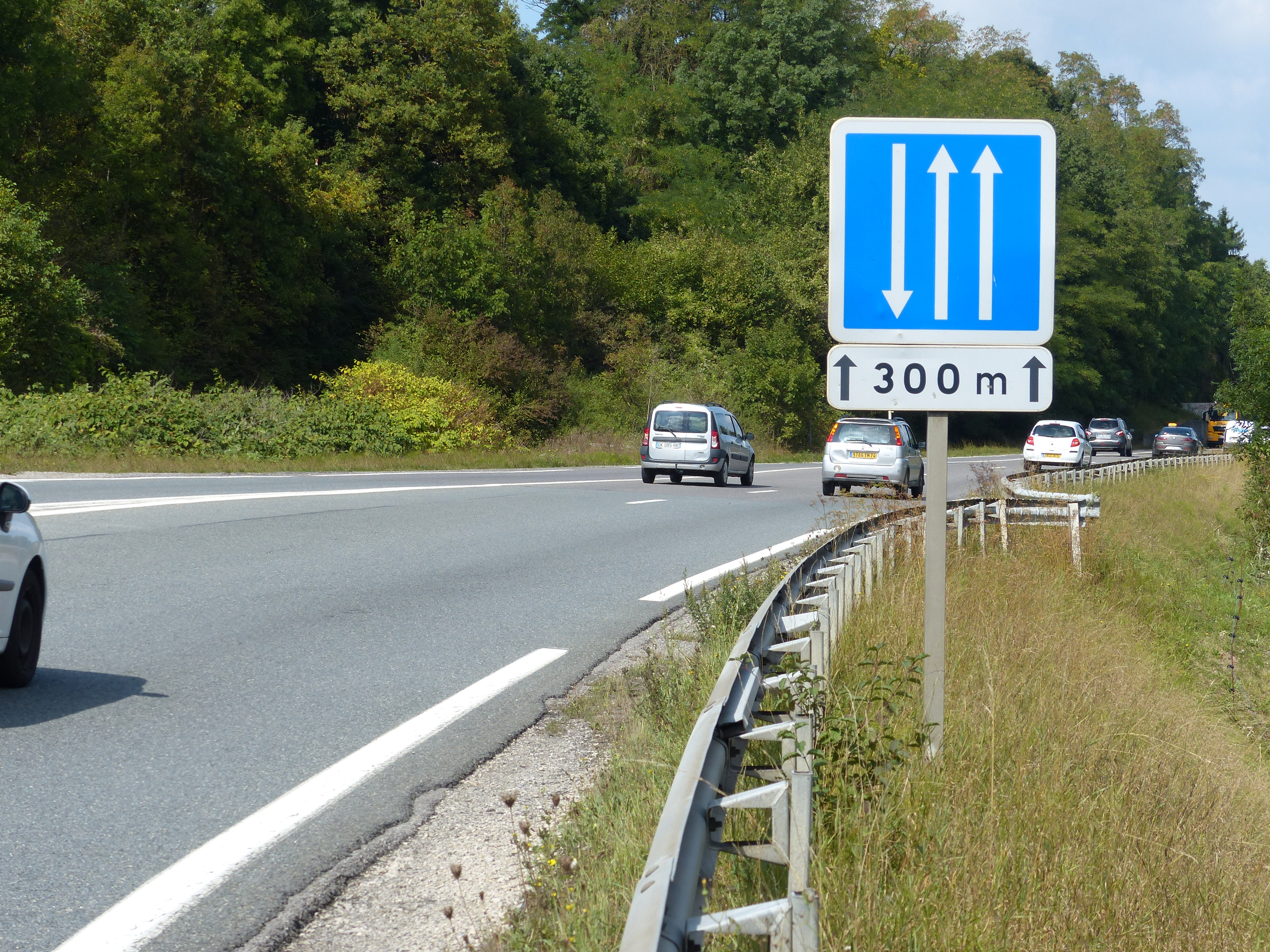
Début d'un créneau de dépassement sur 300 mètres.

- C29a. Présignalisation d’un créneau de dépassement ou d'une section de route à chaussées séparées.
- C29b. Créneau de dépassement à trois voies affectées « deux voies dans un sens et une voie dans l’autre ».
- C29c. Section de route à trois voies affectées « une voie dans un sens et deux voies dans l’autre ».
- C30. Fin d'un créneau de dépassement à trois voies affectées.

Signalisation des créneaux de dépassement (nouveaux signaux)
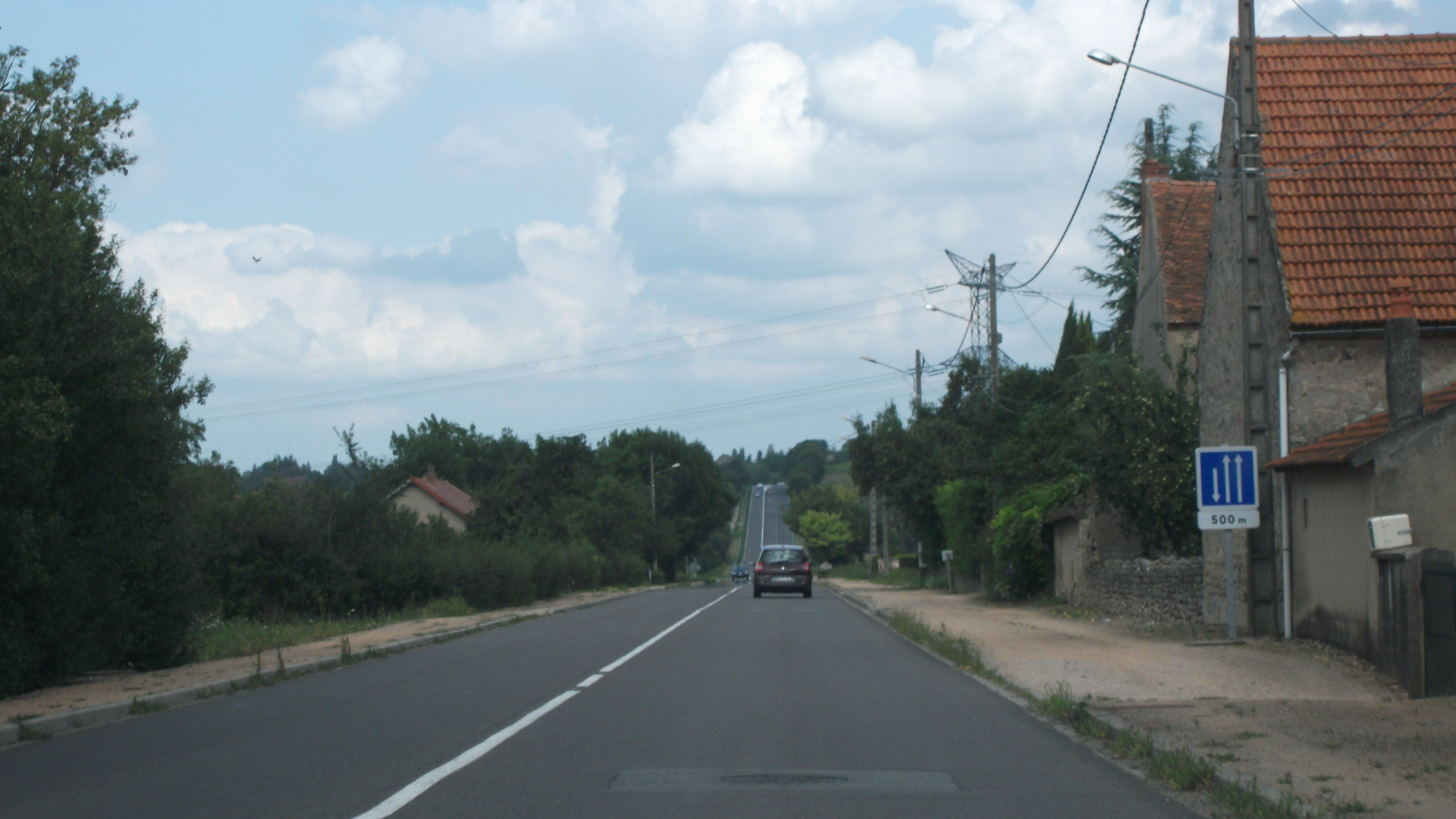
Présignalisation du créneau de dépassement.
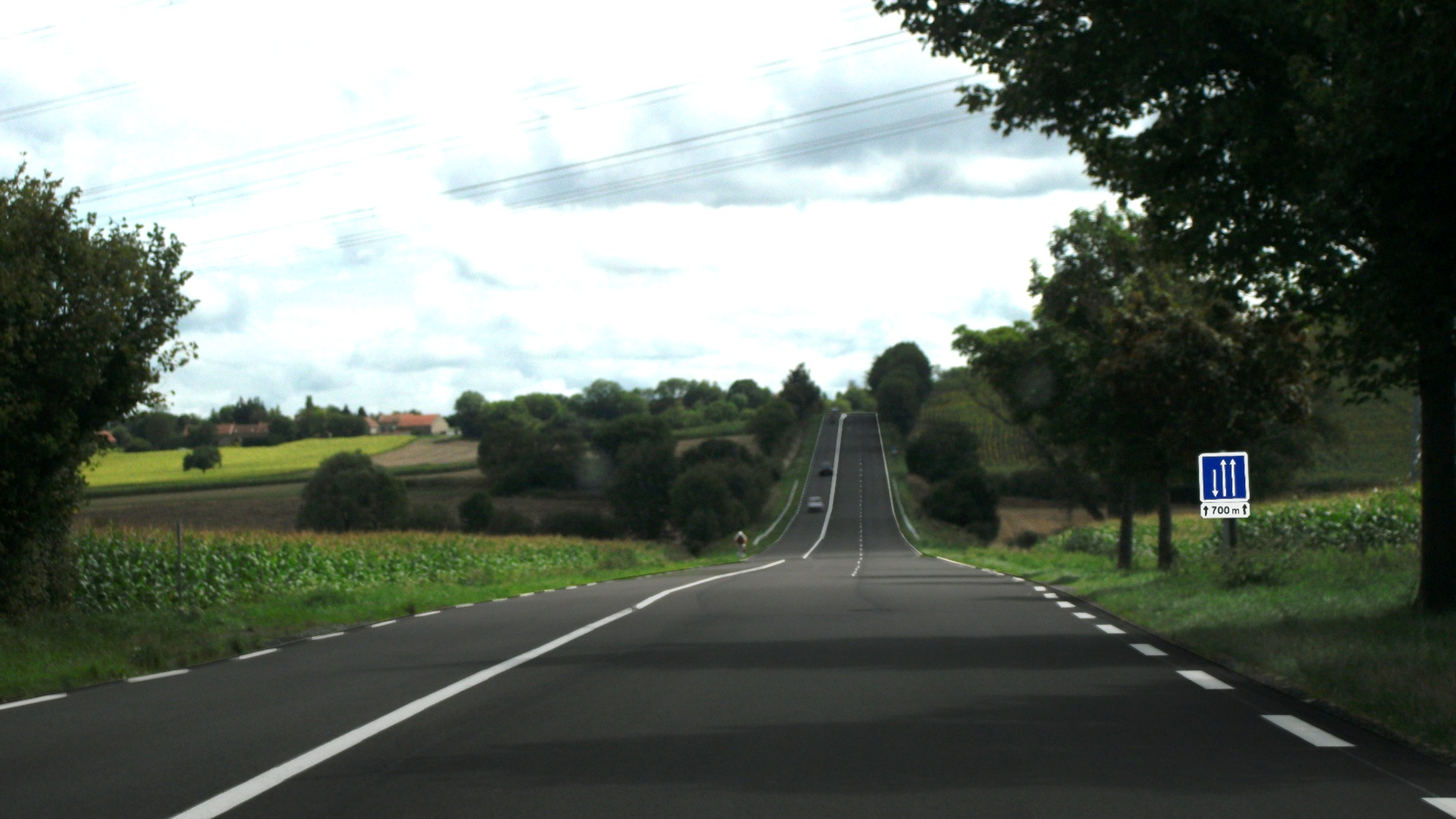
Début du créneau de dépassement sur 700 mètres.
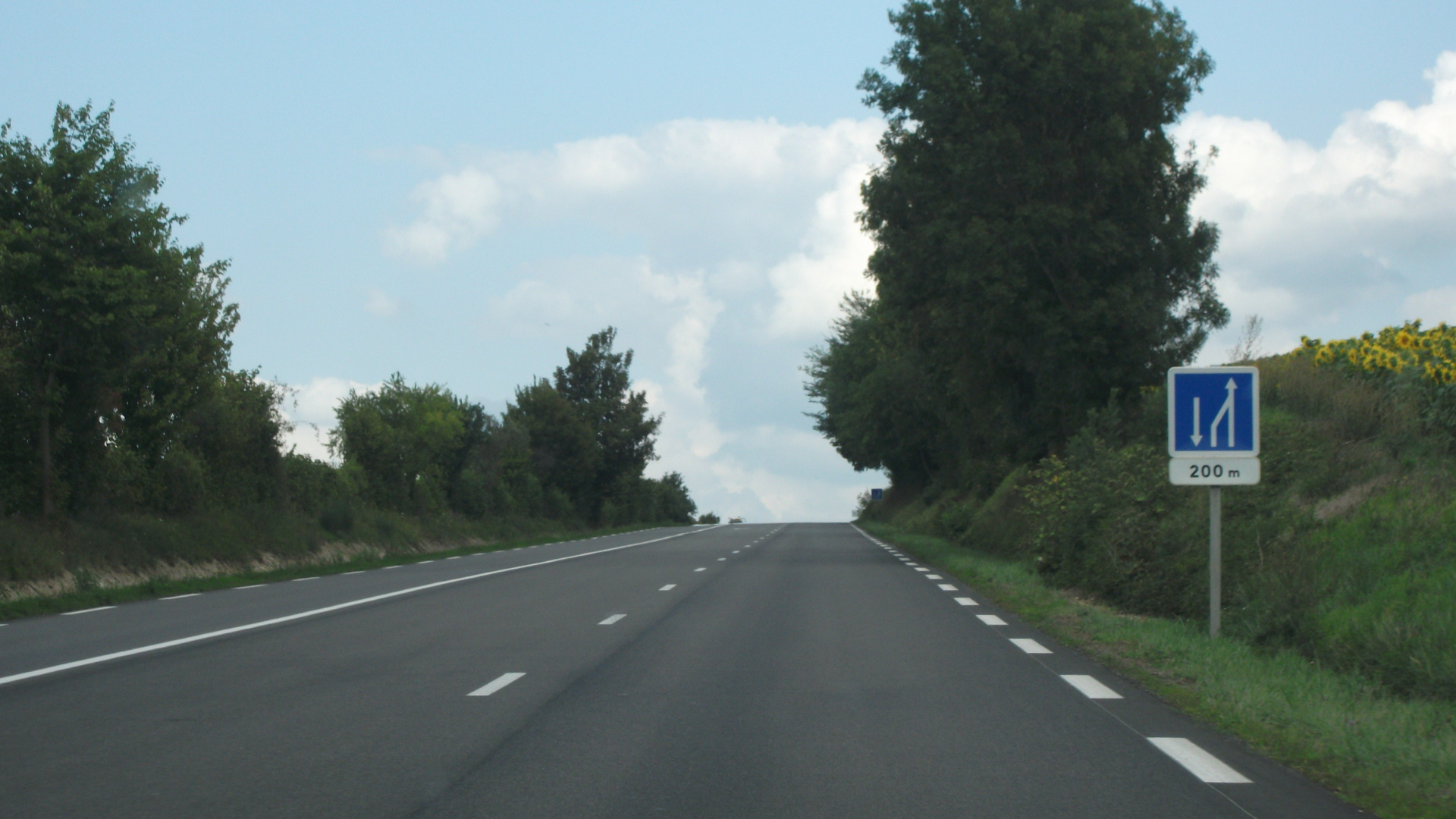
Présignalisation de la fin du créneau de dépassement à trois voies affectées.
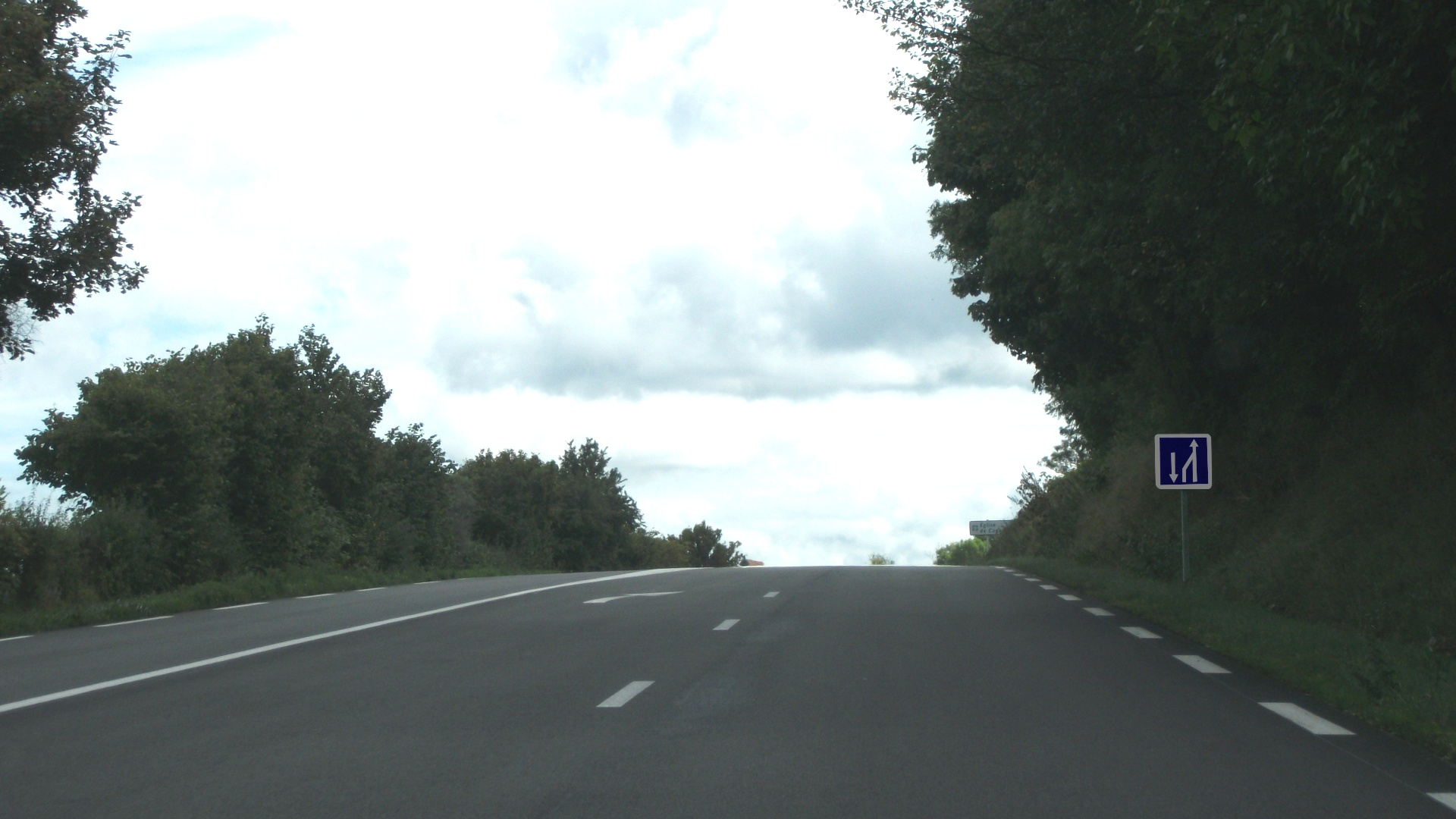
Fin du créneau de dépassement.

### C50 – Divers
- C50. Indications diverses[IISR 17].

### C51 – Section à vitesse régulée
Ces panneaux ont été introduits par l’arrêté du 6 décembre 2011.
- C51a : Présignalisation du début d’une section à vitesse régulée.
- C51b : Fin de section à vitesse régulée.

### C60 à C64 – Sur les autoroutes

#### Péage
- C60. Présignalisation du début d'une section routière ou autoroutière à péage[IISR 18].
- C61. Présignalisation d'une gare de péage permettant le retrait d'un ticket de péage ou le paiement du péage[IISR 19].
- C62. Présignalisation d'une borne de retrait de ticket de péage[IISR 20].
- C63. Présignalisation du paiement du péage[IISR 21].
- C64 : Modes de paiement[IISR 22] :
  - C64a. Paiement auprès d'un péagiste.
  - C64b. Paiement par carte bancaire.
  - C64c1. Paiement automatique par pièces de monnaie.
  - C64c2. Paiement automatique par pièces et billets (panneau introduit par l’arrêté du 6 décembre 2011[3]).
  - C64d. Paiement par abonnement.

### C107 et C108 – Accès réglementé
- C107. Route à accès réglementé
- C108. Fin de route à accès réglementé

### C111 et C112 – Tunnel
Deux panneaux régissent l’entrée et la sortie d’un tunnel,
- C111. Entrée d’un tunnel.
- C112. Sortie de tunnel.

La signalisation des tunnels de plus de 300 mètres est obligatoire. Si le tunnel est nommé, il peut être complété par un panonceau M10z, sauf si un panneau de localisation est mis en place.
En revanche la signalisation des sorties de tunnels est facultative.

### C113 et C114 – Piste ou bande cyclable conseillée

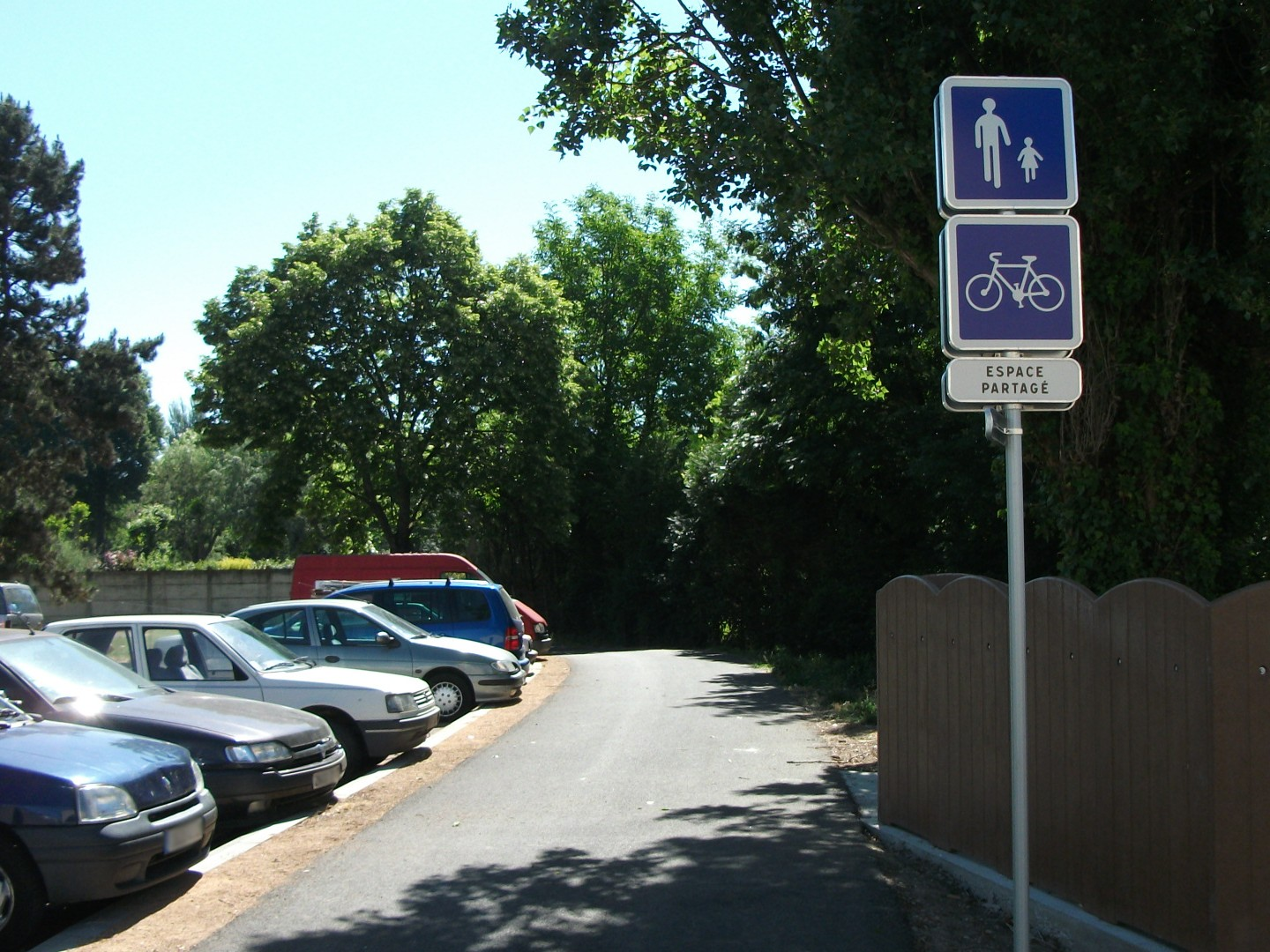
Exemple d’utilisation

Deux panneaux régissent l’indication d’une piste ou bande cyclable
- C113. Piste ou bande cyclable conseillée et réservée aux cycles à deux ou trois roues.
- C114. Fin d'une piste ou d'une bande cyclable conseillée et réservée aux cycles à deux ou trois roues.

Ces panneaux indiquent que les cyclistes peuvent emprunter la piste ou la bande cyclable. Dans le cas où ils doivent l’emprunter, c’est au moyen du panneau d’obligation B22a et du panneau de fin d’obligation B40.

### C115 et C116 – Voie verte
- C115. Voie verte - voie réservée à la circulation des piétons et des véhicules non motorisés[6],[IISR 26]
- C116. Fin de voie verte - voie réservée à la circulation des piétons et des véhicules non motorisés[6],[IISR 26].

### C117 – Présignalisation d'une section de route comportant un tunnel dont l'accès est interdit à certaines catégories de véhicules transportant des matières dangereuses
Les panneaux C117, introduits par l’arrêté du 6 décembre 2011, indiquent aux conducteurs de ces véhicules la ou les directions conseillées au prochain carrefour. Ils sont obligatoirement complétés par un panonceau M11c indiquant la catégorie du tunnel. Six variantes existent : C117-b21b, -b21c1, -b21c2, -b21d1, -b21d2, -b21e.

### C207 et C208 – Autoroute
Deux panneaux régissent l’accès à une autoroute :
- C207. Début d’une section d’autoroute.
- C208. Fin d’une section d'autoroute.

### Panneaux de voie réservée aux véhicules à occupation multiple en France
Deux panneaux régissent le début et la fin d’une voie réservée aux véhicules à occupation multiple.
- début de voie réservée aux véhicules à occupation multiple.
- fin de voie réservée aux véhicules à occupation multiple.